# Tavernerio
Tavernerio är en ort och kommun i provinsen Como i regionen Lombardiet i Italien. Kommunen hade 5 805 invånare (2018).